# Autreville (Aisne)
Autreville es una comuna francesa, situada en el departamento de Aisne, de la región de Alta Francia.

## Demografía
| 593 | 589 | 621 | 579 | 749 | 760 | 827 | 816 |
| Para los censos de 1962 a 1999 la población legal corresponde a la población sin duplicidades (Fuente: INSEE [Consultar]) |     |     |     |     |     |     |     |